# Nanu (Fatumean)
Nanu ist ein osttimoresischer Suco im Verwaltungsamt Fatumean (Gemeinde Cova Lima). Bis 2003 hieß der Suco Nano Dakolo.

## Geographie

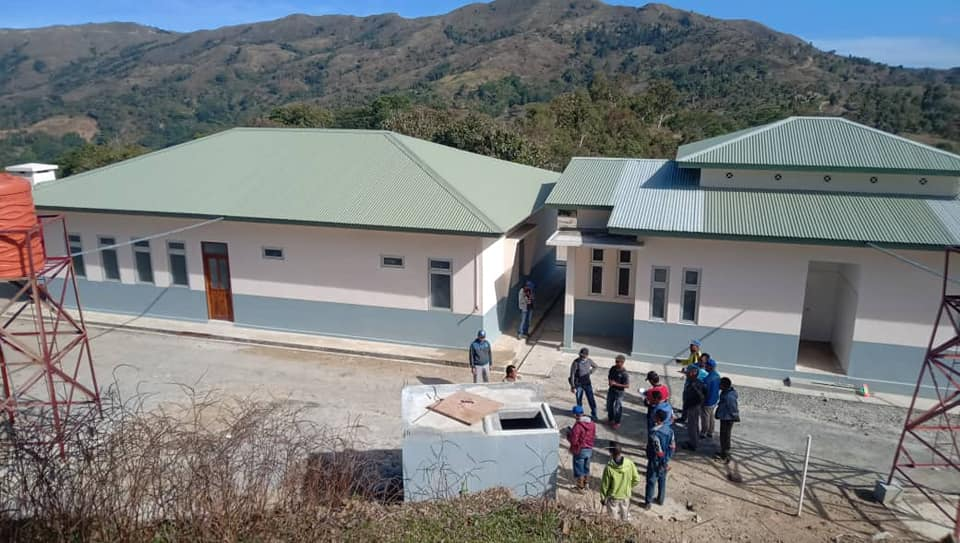
Der Ort Dakolo (2022)

Der Suco liegt im Süden des Verwaltungsamts Fatumean. Nördlich liegen die ebenfalls zum Verwaltungsamt Fatumean gehörenden Sucos Belulic Leten und Fatumea. Jenseits des Flusses Masai, eines Nebenflusses des Tafara, befindet sich östlich das Verwaltungsamt Fohorem mit seinem Suco Dato Rua. Im Südosten grenzt Nanu an das Verwaltungsamt Tilomar mit seinem Suco Beiseuc. Im Westen liegt die Grenze zum Nachbarstaat Indonesien.
Vor der Gebietsreform 2015 hatte Nanu eine Fläche von 15,52 km², erhielt aber dann im Westen vom Suco Belulic Leten dessen gesamten Süden, so dass Nanu nun eine Fläche von 31,60 km² hat. Im Suco befinden sich die vier Aldeias Halic Nai, Macocon, Nanu und Tradu Cama.
Zwar führt die Überlandstraße von Fatumea nach Tilomar von Nord nach Süd durch den Suco, doch mussten für die Parlamentswahlen in Osttimor 2007 die Wahlurnen per Hubschrauber zum Wahllokal im Sitz des Sucos in Nanu gebracht und abgeholt werden. An der Überlandstraße liegen im Nordwesten des Sucos die Dörfer Nanu, Tradu Cama (Tradukima, Tradukoma) und Buhutaran (Bubularan). Am Ufer des Masai liegt im Südosten der Ort Makokon.
Der Ort Nanu ist Sitz des gleichnamigen Sucos. Er liegt im Norden des Sucos in einer Meereshöhe von 877 m. Im Ort gibt es eine Grundschule.

## Einwohner
In Nanu leben 891 Einwohner (2022), davon sind 457 Männer und 434 Frauen. Im Suco gibt es 230 Haushalte. Fast alle Einwohner geben Tetum Terik als ihre Muttersprache an. Eine kleine Minderheit spricht Tetum Prasa.

Tara Bandu in Nanu
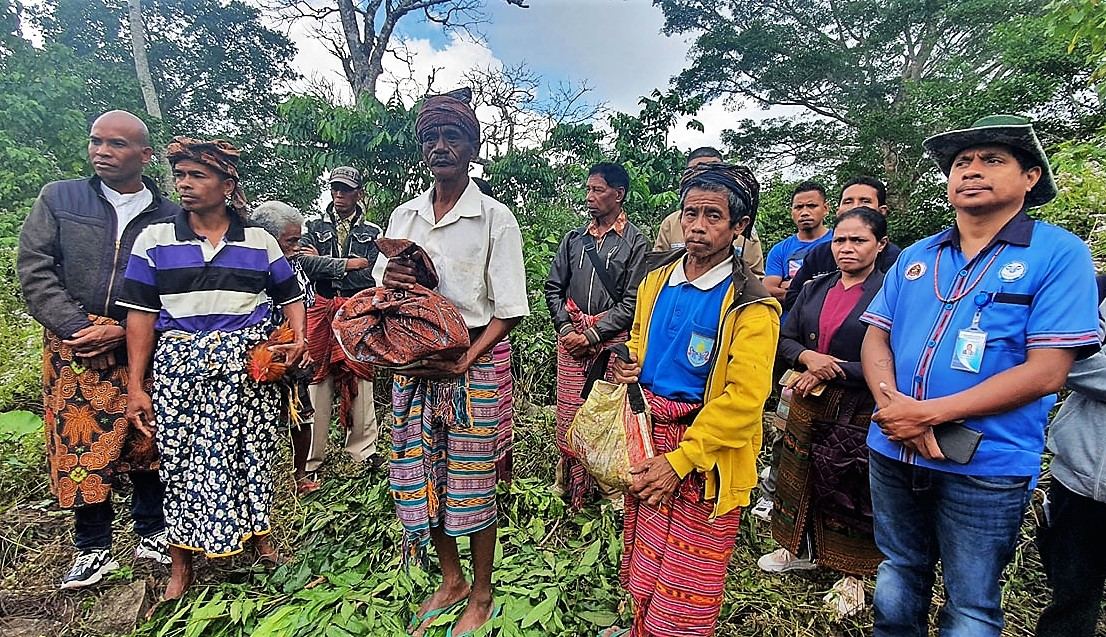
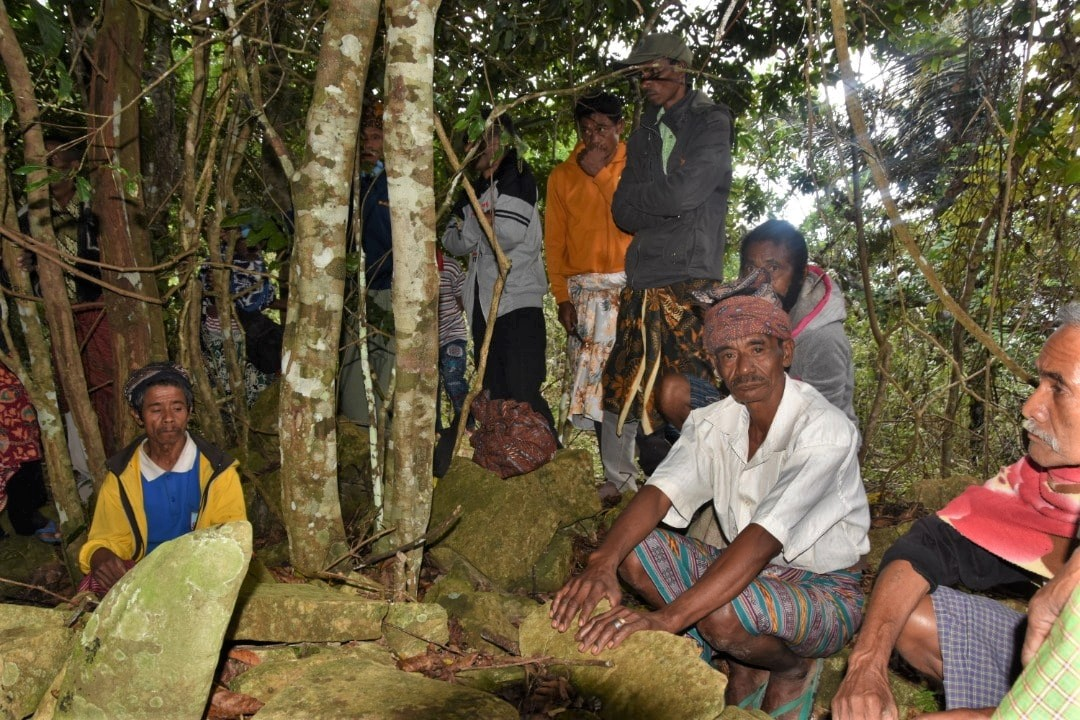
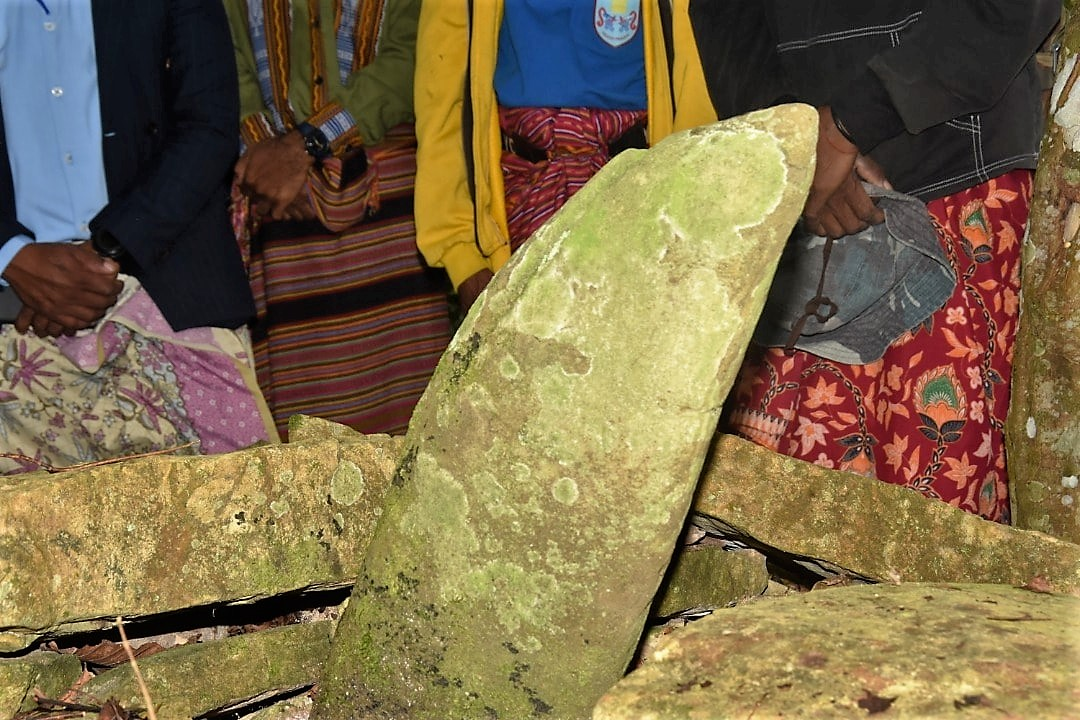
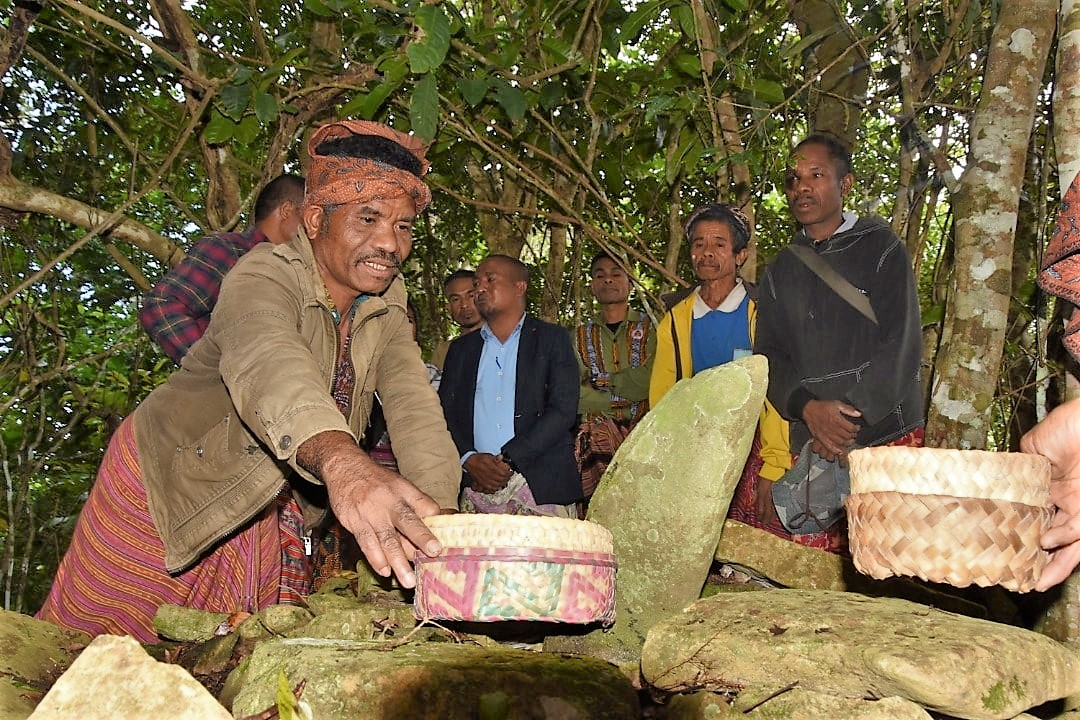
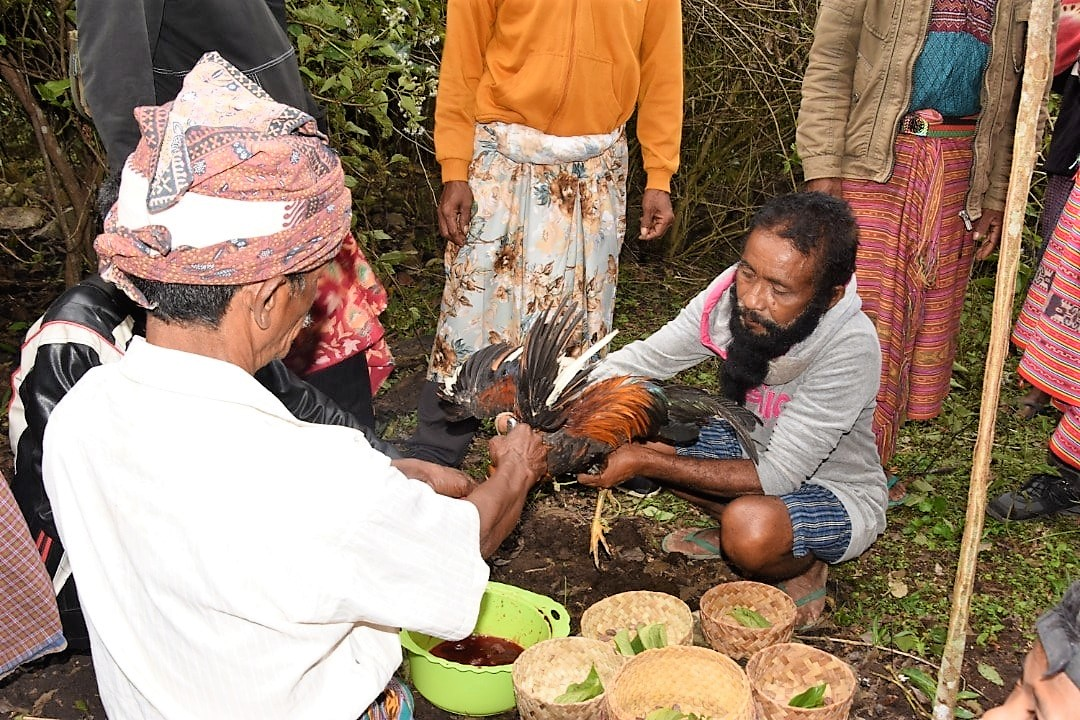
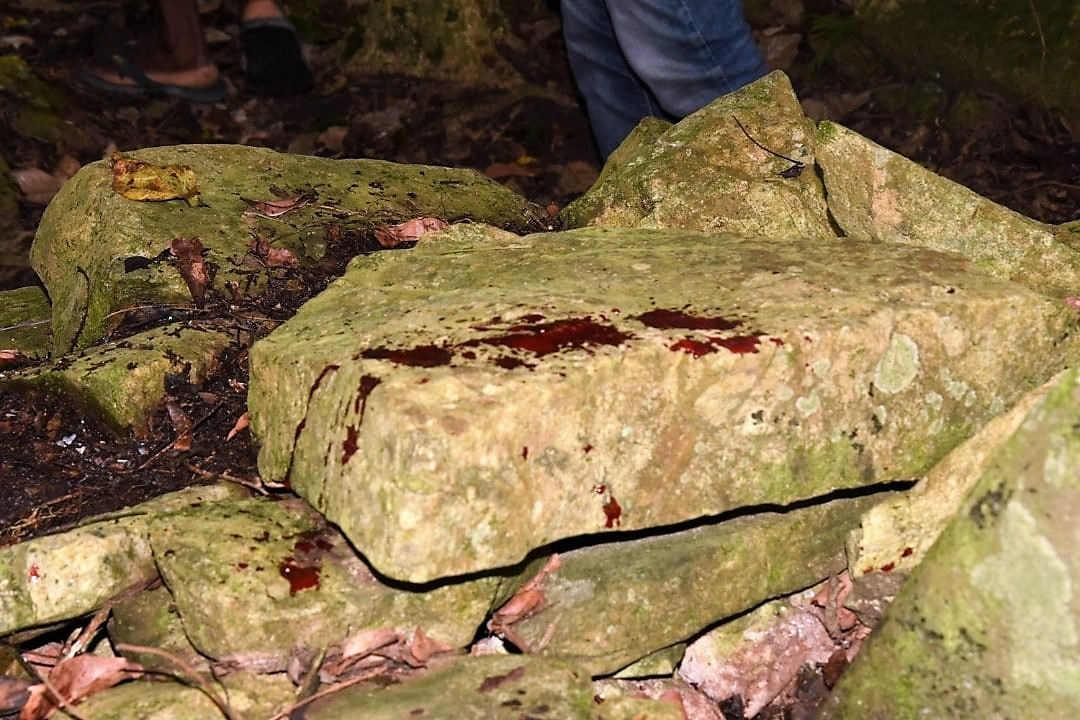
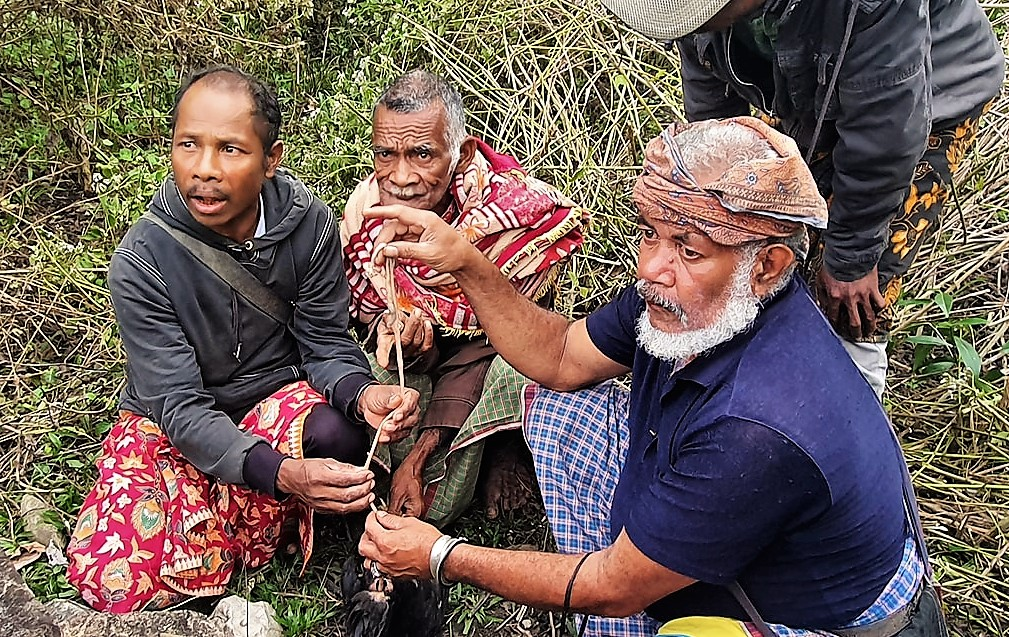
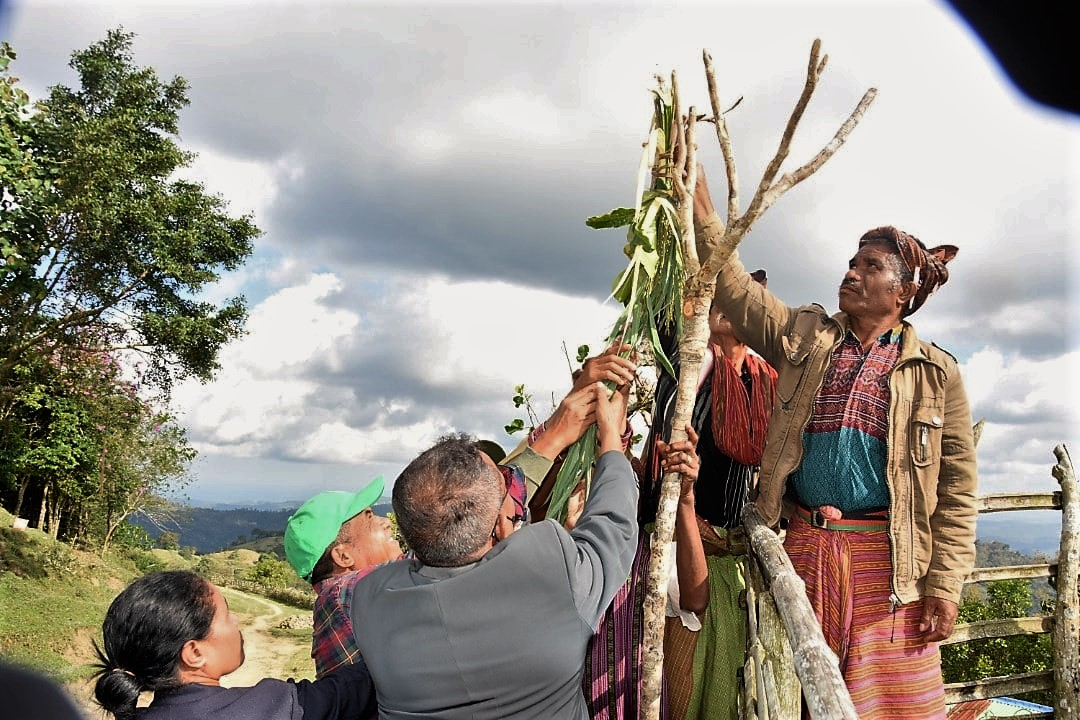

## Geschichte
In Nanu hatte das Reich von Dakolo sein Zentrum.

## Politik
Bei den Wahlen von 2004/2005 wurde Venancio Madeira Mendonça zum Chefe de Suco gewählt und 2009 in seinem Amt bestätigt. 2016 gewann Anseltino da Cruz.

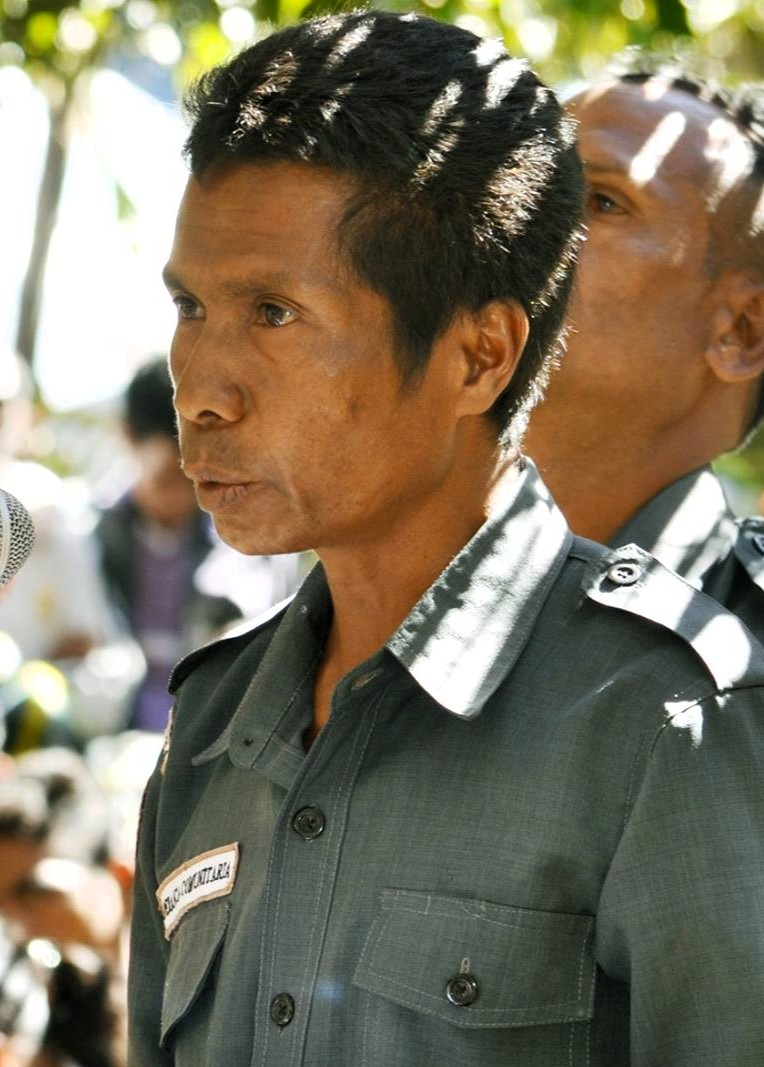
Venancio Madeira Mendonça (2016)
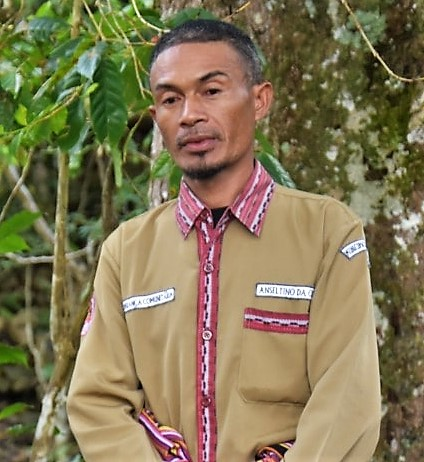
Anseltino da Cruz (2022)